# 2023年香川県議会議員選挙
2023年香川県議会議員選挙（2023ねんかがわけんぎかいぎいんせんきょ）は、2023年（令和5年）4月9日に投票が行われる香川県議会の議員を改選するための一般選挙である。

## 概要
県議会議員の4年の任期満了に伴う選挙であり第20回統一地方選挙の一環として行われた。なお、香川県議会議員選挙は1947年（昭和22年）4月に実施された第1回の選挙からいずれも統一地方選挙の日程で実施されている。
2023年3月31日に告示され、定数41に対し57人が立候補。4つの選挙区で無投票当選が決まり選挙戦となったのは大幅に増えて9選挙区となった。

## 選挙データ
- 告示日:2023年3月31日
- 投開票日:2023年4月9日
- 改選議席数:41議席
- 選挙区:13選挙区（うち4選挙区で無投票）
- 立候補者:57名（うち8名が無投票当選）

自由民主党:28名
公明党:2名
立憲民主党:5名
日本維新の会:3名
日本共産党:2名
国民民主党:5名
無所属:11名
諸派:1名

## 選挙結果
自民党は、選挙前議席を割り込んで２５議席、立憲民主党も３議席にとどまった。
公明党は現有議席を維持、共産党は１議席にとどまった。
国民民主党は５議席を獲得し、第２党に躍進したほか、日本維新の会も初めて議席を獲得する結果となった。
| 党派               | 党派               | 議席数             | 議席数             | 議席数             | 議席数             | 議席数             | 議席数             | 議席数             | 得票    | 得票   |
| 党派               | 党派               | 現職               | 元職               | 新人               | 無投票 当選        | 改選前             | 増減               | 計                 | 得票数  | 得票率 |
| ------------------ | ------------------ | ------------------ | ------------------ | ------------------ | ------------------ | ------------------ | ------------------ | ------------------ | ------- | ------ |
|                    | 自由民主党         | 22                 | 0                  | 3                  | 6                  | 28                 | 3                  | 25                 | 103,776 | 49.34% |
|                    | 日本維新の会       | 0                  | 0                  | 1                  | -                  | 0                  | 1                  | 1                  | 15,831  | 7.52%  |
|                    | 公明党             | 1                  | 0                  | 1                  | -                  | 2                  | 増減なし           | 2                  | 18,000  | 8.55%  |
|                    | 日本共産党         | 1                  | 0                  | 0                  | -                  | 2                  | 1                  | 1                  | 10,050  | 4.77%  |
|                    | 国民民主党         | 2                  | 0                  | 3                  | 1                  | 2                  | 3                  | 5                  | 25,720  | 12.23% |
|                    | 立憲民主党         | 2                  | 0                  | 1                  | 1                  | 5                  | 2                  | 3                  | 23,342  | 11.09% |
|                    | 無所属             | 1                  | 0                  | 3                  | -                  | 2                  | 2                  | 4                  | 37,720  | 17.93% |
|                    | 諸派               | 0                  | 0                  | 1                  | -                  | 0                  | 増減なし           | 0                  | 1,578   | 0.75%  |
| 合計               | 合計               | 29                 | 0                  | 12                 | 8                  | 41                 |                    | 41                 | 210,297 | 100%   |
| 投票者数（投票率） | 投票者数（投票率） | 投票者数（投票率） | 投票者数（投票率） | 投票者数（投票率） | 投票者数（投票率） | 投票者数（投票率） | 投票者数（投票率） | 投票者数（投票率） | 40.18%  |        |
| 有権者数           | 有権者数           | 有権者数           | 有権者数           | 有権者数           | 有権者数           | 有権者数           | 有権者数           | 有権者数           | 792,760 |        |

## 当選者
自民党 
 国民民主党 
 立憲民主党 
 公明党 
 共産党 
 無所属 
| 高松市       | 大山一郎     | 都築信行   | 植田真紀   | 田井久留美 |
| 高松市       | 宮本欣貞     | 富野和憲   | 金藤友香理 | 天雲千恵美 |
| 高松市       | 山本悟史     | 岡野朱里子 | 平木享     | 鎌田守恭   |
| 高松市       | 松本公継     | 里石明敏   | 樫昭二     |            |
| 丸亀市       | 米田晴彦     | 山田正芳   | 川池秀文   | 山本直樹   |
| 坂出市       | 植條敬介     | 宮岡陽子   | 尾崎道広   |            |
| 善通寺市     | 山根千佳     | 氏家寿士   |            |            |
| 観音寺市     | 城本宏       | 友枝俊陽   | 五味伸亮   |            |
| さぬき市     | 三木由美子   | 十河直     |            |            |
| 東かがわ市   | 花崎光弘     | 鏡原慎一郎 |            |            |
| 三豊市       | 斎藤勝範     | 森裕行     | 白川和幸   |            |
| 小豆郡       | 谷久浩一     | 小泉敦     |            |            |
| 木田郡       | 松原哲也     |            |            |            |
| 綾歌郡       | 松岡里佳     |            |            |            |
| 仲多度郡第一 | 五所野尾恭一 | 氏家孝志   |            |            |
| 仲多度郡第二 | 新田耕造     |            |            |            |